# Orocanthus helenae
Orocanthus helenae är en skalbaggsart som beskrevs av S. Endrödi 1983. Orocanthus helenae ingår i släktet Orocanthus och familjen Aphodiidae. Inga underarter finns listade i Catalogue of Life.